# Exoudun

Exoudun este o comună în departamentul Deux-Sèvres, Franța. În 2009 avea o populație de 572 de locuitori.